# Robinsonka
Pour plus de détails, voir Fiche technique et Distribution.
Robinsonka est un film dramatique tchécoslovaque de 1974 réalisé par Karel Kachyňa et tourné au Studios Barrandov, à Seč, dans le quartier de Smíchov à Prague et sur l'île Kampa. 
Il s'agit d'une adaptation du roman du même nom de Marie Majerová de 1940. 
La musique a été composée par Zdeněk Liška. L'actrice Miroslava Šafránková a remporté le prix du jury d'enfants pour la meilleure interprétation d'un rôle d'enfant au 15e Festival pour enfants de Gottwaldov (Zlín) en 1975. 

## Synopsis
Blažena Borová (Miroslava Šafránková), quatorze ans, se retrouve confrontée à une situation difficile lorsque sa mère meurt en donnant naissance à son petit frère Petřík. Son père, chauffeur de taxi (Petr Kostka (cs)), peine à joindre les deux bouts en cette période difficile de la Première République. Blažena doit donc assumer un nouveau rôle, celui de s'occuper du foyer, rendu plus difficile par le manque d'argent. Elle est triste de la perte de sa mère et du fait que son frère Petřík ne puisse pas être à la maison avec eux et soit resté dans une institution pour enfants. Dans tout cela, elle est aidée par son affinité avec le personnage littéraire de Robinson Crusoé, qui surmonte lui aussi avec succès les pièges de son destin dans la solitude. Sa gentille voisine Tonička (Jaroslava Obermaierová) l'aide à la maison. Blažena se lie peu à peu d'amitié avec Jarda Duchoně (Vladimír Dlouhý), qui lui apprend à faire du vélo. Cependant, son propre vélo devient un luxe inabordable pour elle. Blažena tombe malade. Malgré toutes les difficultés, l'histoire se termine bien, car à Noël prochain, Blažena accueille non seulement une nouvelle maman, Tonička, mais aussi un petit frère de la crèche et un nouveau vélo sous le sapin. Après les vacances, elle pourra poursuivre ses études au lycée.

## Fiche technique
- Longueur : 77 minutes
- Thème : Marie Majerová
- Réalisateur : Karel Kachyňa
- Scénarios : Ota Hofman, Karel Kachyňa
- Producteur : Jaromír Lukáš
- Sociétés de production : Studios Barrandov, Télévision tchécoslovaque
- Musique : Zdeněk Liška
- Caméras : Josef Pávek, Karel Hejsek
- Photographie : Miroslav Hajek
- Son :	Jiří Lenoch
- Costume : Oldřich Okáč

## Distribution
- Miroslava Šafránková : Blažena Borová, une jeune fille de 14 ans
- Petr Kostka : Jaroslav Bor, le père de Blažena
- Jaroslava Obermaierová : la cuisinière Tonička, une voisine
- Vladimír Dlouhý : Jarda Duchoň, un camarade de classe
- Zdena Lacinová : Julka
- Věra Bublíková : un médecin
- Renata Borová : une infirmière
- Zdeněk Martínek : un bosniaque
- Marie Horáková – Maďa
- Jaroslav Heyduk : le grand-père
- Zlata Adamovská (cs) : une amie
- Otakar Brousek Junior : un vendeur de journaux